# Кастелири
Кастелири (итал. Castelliri) је насеље у Италији у округу Фрозиноне, региону Лацио.
Према процени из 2011. у насељу је живело 2300 становника. Насеље се налази на надморској висини од 217 м.

## Становништво
| 1936. | 1951. | 1961. | 1971. | 1981. | 1991. | 2001. | 2011. |
| ----- | ----- | ----- | ----- | ----- | ----- | ----- | ----- |
| 2.907 | 3.252 | 2.906 | 2.596 | 3.178 | 3.521 | 3.560 | 3.533 |